# Relaciones Portugal-Sudáfrica
Las relaciones Portugal-Sudáfrica se refieren a la relación actual e histórica entre Portugal y Sudáfrica. En la actualidad, los dos países mantienen relaciones sólidas y Sudáfrica representa un socio importante para Portugal entre los miembros de la UA.
Sudáfrica tiene una embajada en Lisboa. Portugal tiene una embajada en Pretoria.También hay consulados honorarios en Johannesburgo y Ciudad del Cabo.

## Historia

### Exploración
Los primeros exploradores partieron con un único objetivo en mente: descubrir una nueva ruta marítima hacia Oriente. Es poco probable que tuvieran la menor idea de lograr algo más que descubrir y abrir nuevos canales de comercio para Portugal. Además, probablemente se sintieron desanimados de intentar penetrar en el interior del país o establecer asentamientos a lo largo de la costa debido al terreno inhóspito y a la disposición hostil y belicosa de los habitantes nativos. Uno de los mayores enfrentamientos entre portugueses y nativos sudafricanos ocurrió en 1510; Francisco de Almeida, primer virrey de las posesiones portuguesas en Oriente, fue asesinado junto con sesenta y cuatro de sus hombres en las orillas de la bahía de Table, tras una disputa con los khoikhoi cerca de Treaty Tree.
Los portugueses exploraron las costas de Sudáfrica a finales del siglo XV y las reclamaron nominalmente como suyas erigiendo padrões (una gran cruz de piedra con el escudo de armas de Portugal inscrito allí como parte de una reivindicación territorial). Bartolomeu Dias lo hizo en 1486, erigiendo el primer monumento de estilo occidental en la actual Sudáfrica.
En 1497, Vasco da Gama, en ruta hacia la India, registró un avistamiento del Cabo de Buena Esperanza. (Cabo da Boa Esperança) por el optimismo que la corona portuguesa tenía sobre la nueva ruta comercial.

### Épocaapartheid
Sudáfrica tenía estrechas relaciones con Portugal, particularmente durante la época en que Mozambique y Angola eran colonias portuguesas. Sudáfrica bajo el apartheid estaba gobernada por el Partido Nacional, que compartía puntos en común con el régimen anticomunista del Estado Novo de António de Oliveira Salazar en Portugal.
Tras la decisión de Gran Bretaña de conceder la independencia a sus colonias en África, el gobierno de Hendrik Verwoerd temió que los nuevos estados independizados cayeran bajo la influencia de la Unión Soviética y, a partir de 1961, hubo frecuentes reuniones de agentes de inteligencia sudafricanos y portugueses, así como visitas de políticos sudafricanos a Angola y Mozambique, gobernados por Portugal.Fue en este escenario que se estableció el Ejercicio Alcora (acrónimo de "Aliança Contra as Rebeliões em Africa" o "Alianza contra las rebeliones en África"), un pacto entre Rodesia, Portugal y Sudáfrica, en 1970. Tras la Revolución de los Claveles, en 1974, la alianza fue desmantelada.

### Herencia portuguesa en Sudáfrica
Los portugueses han dejado numerosos vestigios que se remontan a la Era de los Descubrimientos.
En Mossel Bay (llamada así por Dias "Angra dos Vaqueiros" o bahía de Herder) En la ciudad de Bartolomeu Dias se encuentra un museo dedicado a él (Complejo Museográfico Bartolomeu Dias). El museo se construyó en el lugar donde se encuentra el famoso árbol de correos, utilizado por los portugueses para intercambiar mensajes. Además, en esta misma ciudad, unos años después de la expedición de Dias, la tripulación de João da Nova construyó el primer santuario cristiano de Sudáfrica.
Cabe destacar que todavía existen muchos topónimos de origen portugués en Sudáfrica, como Algoa Bay (de Bahia de Lagoa o "Bahía de la Laguna"), St Croix Island (de Ilha da Santa Cruz o "Isla de Santa Cruz"),Cabo Agulhas (de Cabo das Agulhas o "Cabo de las Agujas", el extremo sur de África continental) y Cabo Voltas (o "Cabo Turning"), Cabo Recife (Cabo de Recife o "Cabo de los Arrecifes"), Infanta ( llamado así por João Infante), Machadodorp y Saldanha(denominado así por António de Saldanha, capitán de un navío de la flota de Albuquerque que visitó Sudáfrica en 1503).
Las visitas portuguesas a las zonas de Saldanha son anteriores a la llegada oficial de Van Riebeeck al Cabo de Buena Esperanza en 1652.
Algunos de esos hombres portugueses del siglo XVI se quedaron en Saldanha y Paternoster y se casaron con mujeres khoi khoi, lo que convierte a los descendientes portugueses-khoi khoi en la primera raza mixta oficial en el extremo sur de África.
Además, la provincia de KwaZulu-Natal, la segunda más poblada del país, aún conserva el origen portugués de su nombre, ya que es el lugar donde Gama, viajando a la India, desembarcó en Navidad de 1497.
Debido a los extensos viajes de los exploradores portugueses en los siglos XV y XVI, la costa sudafricana y su valioso patrimonio histórico se consideran uno de los lugares más ricos del mundo para estudiar los viajes de los portugueses en la temprana Era de los Descubrimientos.

## Inmigración y diáspora

### Portugueses en Sudáfrica
A principios del siglo XX se produjo un flujo constante de emigrantes de Madeira, cuyo número aumentó considerablemente en las décadas posteriores a la Segunda Guerra Mundial. Los inmigrantes de Madeira, tradicionalmente asociados con la horticultura y el comercio, forman el grupo más numeroso dentro de la comunidad portuguesa de Sudáfrica.
La mayor afluencia de portugueses a Sudáfrica se produjo cuando Angola y Mozambique se independizaron en 1975. Aunque la mayoría de los portugueses de las dos antiguas colonias se establecieron en Portugal o Brasil, a algunos de ellos se les permitió entrar en Sudáfrica.A pesar de que el número de ciudadanos portugueses que han registrado su residencia en Sudáfrica ante las autoridades portuguesas asciende a 108.254 en 2021,Algunas estimaciones elevan esa cifra a 450.000.La discrepancia en las cifras se debe al hecho de no ser obligatorio, para los ciudadanos portugueses, registrarse en los consulados portugueses en el extranjero.
Por otra parte, las autoridades sudafricanas estiman que hasta 700.000 personas (incluidos sus descendientes) que viven en Sudáfrica son de ascendencia portuguesa.

### Sudafricanos en Portugal
También ha habido un número creciente de sudafricanos que compran propiedades en Portugal para obtener la residencia y jubilarse allí y poder viajar dentro del espacio Schengen.En 2021, según el Censo Nacional de Portugal, había 12.499 personas nacidas en Sudáfrica residiendo en Portugal.

## Comercio
Con un comercio bilateral valorado en 400 millones de euros a 2021, Portugal es un socio comercial relevante para Sudáfrica en Europa.
Además, ambos países firmaron un convenio para evitar la doble imposición en 2008.

## Transporte
No ha habido vuelos directos entre los dos países desde que TAP Portugal finalizó los servicios entre Lisboa y Johannesburgo en 2011.South African Airways (SAA ya no existe), que también ha interrumpido los vuelos entre ambos países, solía volar a Roma, Atenas y Tel Aviv vía Lisboa, ya que se le prohibió entrar en el espacio aéreo de los países africanos opuestos a sus políticas de apartheid.
Ambas aerolíneas son ahora miembros de Star Alliance y operan vuelos de código compartido.

## Misiones diplomáticas residentes
- Portugal tiene una embajada en Pretoria, y consulados honorarios en Ciudad del Cabo y Johannesburgo.
- Sudáfrica tiene una embajada en Lisboa.